# Element (software)
Element (dříve Riot a Vector) je svobodný softwarový klient pro zasílání okamžitých zpráv (IM) založený na protokolu Matrix, distribuovaný pod Apache License 2.0. Vzhledem k tomu, že používá federalizovaný protokol Matrix, uživateli si může vybrat server, ke kterému se připojí jako ke svému domovskému.
Element také podporuje end-to-end šifrování, skupiny, místnosti a sdílení souborů mezi uživateli. Je k dispozici jako webová aplikace, aplikace pro všechny hlavní počítačové operační systémy a jako mobilní aplikace pro Android a iOS . Vývoj aplikace zaštiťuje společnost New Vector Ltd., která se rovněž podílí na vývoji protokolu Matrix.
Iniciativou PRISM Break je doporučován v rámci kategorie IM klientů.

## Technologie
Element je vytvořen pomocí vývojové sady Matrix React SDK, která je založena na Reactu, což usnadňuje vývoj Matrix klientů. Element je postaven na webových technologiích a využívá aplikační rámec Electron pro tvorbu desktopových aplikací z webových aplikací v mutacích pro Windows, MacOS a Linux. Klienti Android a iOS jsou vyvíjeni a distribuováni pomocí nástrojů příslušné platformy.
Pro Android je aplikace dostupná jak v Google Play tak v repozitáři F-Droid, který obsahuje i minoritní verze. Verze na F-Droidu neobsahují proprietární plugin Google Cloud Messaging.

## Historie
Riot se v době uvolnění beta verze v červenci 2016 nazýval Vector. Značka byla přebudována a aplikace přejmenována na Riot v září téhož roku. Přebudování značky provedla společnost Canadian brand consultancy LP/AD. V listopadu vznikla první implementace end-to-end šifrování v Matrixu a uživatelům byla uvolněna beta verze.

## Funkce
Element je známý schopností integrovat pomocí Matrixu jiné komunikační nástroje jako je IRC, Slack, Telegram a další. Umožňuje hlasovou a video komunikaci typu klient–klient a skupinové rozhovory prostřednictvím WebRTC. Element je často doporučován zastánci ochrany soukromí pro možnost autonomního hostování aplikace i chatovacího serveru.

## Přijetí veřejností
Protože je Element nejpropracovanějším Matrix klientem, je dokonce samotným Matrix projektem doporučován jeho novým uživatelům. Médii bývá vnímán jako alternativa ke Slacku nebo jiným IM klientům. Obecně se Element jeví jako nejpopulárnější v komunitách open source a svobodného softwaru, kde je občas vyzdvihována jeho schopnost federalizace. Technologické zaměření je patrné i v největších místnostech platformy Matrix, jak vidno na místnostech Linux distributions nebo CryptoCurrency. Aplikace má na Google Play více než 100 000 stažení, ale pravděpodobně má i další uživatele, kteří si ji stáhli z F-Droidu nebo jiné platformy.